# La Chapelle-Bertin
La Chapelle-Bertin ist eine französische Gemeinde mit 50 Einwohnern (Stand: 1. Januar 2022) im Département Haute-Loire in der Region Auvergne-Rhône-Alpes (vor 2016 Auvergne). Sie gehört zum Arrondissement Le Puy-en-Velay sowie zum Kanton Plateau du Haut-Velay granitique. 

## Geographie
Die Gemeinde La Chapelle-Bertin liegt auf über 1000 m über dem Meer im Zentralmassiv in der Naturlandschaft Emblavès (auch Emblavez geschrieben) und im Regionalen Naturpark Livradois-Forez, etwa 31 Kilometer nordöstlich von Le Puy-en-Velay. Im Nordwesten wird die Gemeinde von der Senouire begrenzt. Die Nachbargemeinden von La Chapelle-Bertin sind Saint-Pal-de-Senouire im Norden, Monlet im Nordosten und Osten, Allègre im Südosten und Süden, Varennes-Saint-Honorat im Süden, Josat im Westen sowie Collat im Nordwesten.

## Bevölkerungsentwicklung
| Jahr                       | 1962 | 1968 | 1975 | 1982 | 1990 | 1999 | 2011 | 2020 |
| Einwohner                  | 160  | 140  | 104  | 84   | 88   | 72   | 55   | 47   |
| Quellen: Cassini und INSEE |      |      |      |      |      |      |      |      |

## Sehenswürdigkeiten
- Kirche Nativité-de-la-Sainte-Vierge (Geburt der Heiligen Jungfrau)